# رضوان سليمان
رضوان سليمان مواليد 16 أغسطس 1980، هو لاعب كرة سلة تونسي يلعب مع فريق نادي النصر الرياضي في الدوري الإماراتي لكرة السلة. يبلغ طوله 6 قدم 9 بوصة (2.1 م).

## الميداليات
| الميدالية | المسابقة                          |
| --------- | --------------------------------- |
| ذهبية     | بطولة أمم أفريقيا لكرة السلة 2011 |

## روابط خارجية
- رضوان سليمان على موقع الاتحاد الدولي لكرة السلة (الإنجليزية)
- رضوان سليمان على موقع كرة السلة الأوروبية.كوم (الإنجليزية)
- رضوان سليمان على موقع ريلجم (الإنجليزية)
- رضوان سليمان على موقع بروبوليرز (الإنجليزية)
- رضوان سليمان على موقع سبورتس رفرنس (الإنجليزية)
- رضوان سليمان على موقع أوليمبيديا (الإنجليزية)